# Кохо (Аляска)
Кохо (англ. Cohoe) — статистически обособленная местность, расположенная в боро Кенай (штат Аляска, США) с населением в 1364 человек по статистическим данным переписи 2010 года.

## География
По данным Бюро переписи населения США статистически обособленная местность Кохо имеет общую площадь в 188,03 км², из которых 180,52 км² занимает земля и 7,51 км² — вода. Площадь водных ресурсов составляет 3,99 % от всей его площади.
Статистически обособленная местность Кохо расположена на высоте 19 метров над уровнем моря.

## Демография
По данным переписи населения 2000 года в Кохо проживало 1168 человек, 295 семей, насчитывалось 445 домашних хозяйств и 630 жилых домов. Средняя плотность населения составляла около 6,5 человек на один квадратный километр. Расовый состав Кохо по данным переписи распределился следующим образом: 90,15 % белых, 0,26 % — чёрных или афроамериканцев, 4,54 % — коренных американцев, 0,6 % — азиатов, 0,17 % — выходцев с тихоокеанских островов, 3,68 % — представителей смешанных рас, 0,6 % — других народностей. Испаноговорящие составили 1,71 % от всех жителей статистически обособленной местности.
Из 445 домашних хозяйств в 34,6 % — воспитывали детей в возрасте до 18 лет, 56,4 % представляли собой совместно проживающие супружеские пары, в 5,6 % семей женщины проживали без мужей, 33,7 % не имели семей. 26,7 % от общего числа семей на момент переписи жили самостоятельно, при этом 6,3 % составили одинокие пожилые люди в возрасте 65 лет и старше. Средний размер домашнего хозяйства составил 2,61 человек, а средний размер семьи — 3,2 человек.
Население статистически обособленной местности по возрастному диапазону по данным переписи 2000 года распределилось следующим образом: 31,3 % — жители младше 18 лет, 4,5 % — между 18 и 24 годами, 28,4 % — от 25 до 44 лет, 28,2 % — от 45 до 64 лет и 7,7 % — в возрасте 65 лет и старше. Средний возраст жителей составил 39 лет. На каждые 100 женщин в Кохо приходилось 117,1 мужчин, при этом на каждые сто женщин 18 лет и старше приходилось 108 мужчин также старше 18 лет.
Средний доход на одно домашнее хозяйство в статистически обособленной местности составил 38 542 доллара США, а средний доход на одну семью — 44 167 долларов. При этом мужчины имели средний доход в 40 125 долларов США в год против 26 154 доллара среднегодового дохода у женщин. Доход на душу населения в статистически обособленной местности составил 19 059 долларов в год. 8 % от всего числа семей и 12,1 % от всей численности населения находилось на момент переписи населения за чертой бедности, при этом 9,9 % из них были моложе 18 лет и 7,9 % — в возрасте 65 лет и старше.